# Planet Pendulum
|  | Sammenskrivningsforslag Artiklen Planet Pendulum er foreslået føjet ind i Pendulum (band). (Siden juli 2020) Diskutér forslaget |

Pendulum er en australsk trommer og bas og elektrisk rockband, der blev grundlagt i 2002. Pendulumblev oprindeligt danet i Perth (Australien) af Rob Swire, Gareth McGrillen og Paul "El Hornet" Harding. Bandet blev senere udvidettil også at inkludere Ben Mount, Peredur ap Gwynedd og KJ Sawka. Medlemmerne Swire og McGrillen dannede også electro house duoen Knife Party. TGruppen er kendt for sin særlige lyd, der mixer elektronisk musik med hard rock og dækker flere genrer.

## Diskografi

### Albums
- Hold Your Colour (2005)
- In Silico (2008)
- Immersion (2010)